# Onigiri
El onigiri (お握り), también conocido como omusubi (おむすび?) o nigirimeshi (握り飯?), es un plato japonés que consiste en una bola de arroz rellena o mezclada con otros ingredientes. Suele tener forma triangular u oval, y a veces está envuelta en una pequeña tira de alga nori. Existe la posibilidad de dar sabor al arroz usando furikake (condimentos deshidratados de origen diverso), que habrá que mezclar con la preparación antes de realizar las bolas. Suele estar relleno de diversos ingredientes como ciruela encurtida, salmón, kombu o atún.

## Historia

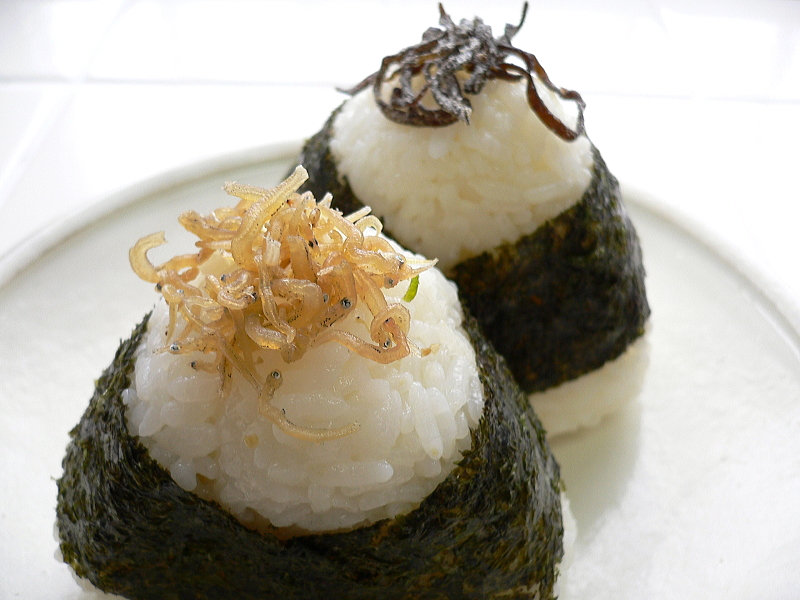
Onigiri

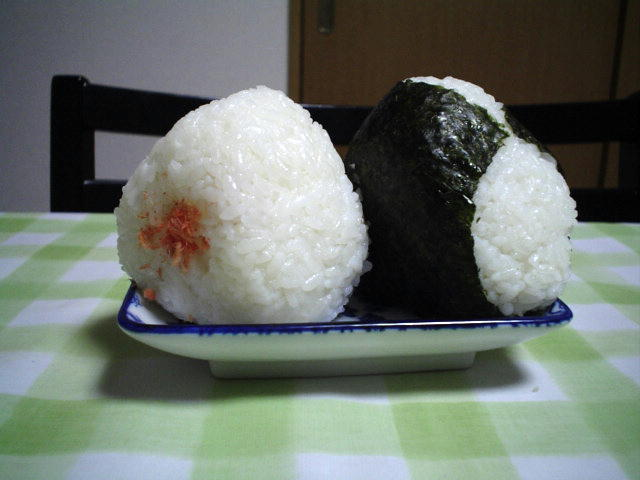
Onigiri

Antes del uso de los palillos, en el período Nara, el arroz se enrollaba a menudo en una pequeña bola para que pudiera recogerse fácilmente. En el período Heian, el arroz se hacía en pequeñas formas rectangulares conocidas como tonjiki para poder apilarlas en un plato y comerlas fácilmente.
Desde el período Kamakura hasta principios del período Edo, el onigiri se utilizó como comida rápida.

## Arroz
Normalmente, el onigiri se elabora con arroz japonica hervido, aunque en ocasiones se elabora con diferentes variedades de arroz hervido, al vapor o a la parrilla, como:
- Okowa: arroz glutinoso cocido al vapor con verduras
- sekihan: arroz glutinoso cocido al vapor con azuki.
- Maze-gohan (lit. "arroz mixto"): arroz cocido mezclado con ingredientes preferidos.
- Arroz frito
- Arroz integral